# 格莫祖爾島
格莫祖爾島 ，是黑山巴尔市戈迪涅村斯库台湖中的一個島。当地居民稱該島為蛇岛，因为常有鳥類在這島上筑巢，所以也有鸟类学家称其为鸟岛。 

## 筑城
1843年，奥斯曼人在島上修築防禦設施，1878年在黑山-奥斯曼戰爭中被黑山人占領。後來改建成爲监狱岛。 